# Mont-de-l'Enclus
Mont-de-l'Enclus là một đô thị của Bỉ, tọa lạc trong tỉnh Hainaut. Đô thị này bao gồm các đô thị cũ Amougies, Anseroeul, Orroir và Russegnies.